# Xylopia ligustrifolia
Xylopia ligustrifolia là loài thực vật có hoa thuộc họ Na. Loài này được Dunal miêu tả khoa học đầu tiên năm 1817.